# 대구성동초등학교
대구성동초등학교는 대한민국 대구광역시 수성구 황금동에 있는 초등학교다.

## 연혁
- 1980년 12월 1일 학교설립 인가
- 1981년 9월 1일 초대 백용규 교장 부임
- 1982년 3월 1일 대구성동국민학교 개교(18학급 편성)
- 1983년 2월 26일 제1회 졸업(193명)
- 1996년 3월 1일 대구성동초등학교로 교명 변경
- 2005년 3월 1일 15학급 편성(특수학급1), 황금아파트 재개발 학급 감축
- 2006년 8월 28일 강당 준공(동부교육청)
- 2006년 9월 1일 38학급 편성, 캐슬골드파크 아파트 입주로 인한 학급 증설
- 2010년 9월 1일 제12대 이병수 교장 부임
- 2012년 2월 16일 제30회 졸업식(418명, 총 졸업생수:9596명)
- 2012년 3월 1일 53학급 편성(특수학급 1학급 포함)
- 2013년 3월 1일 53학급 편성(특수학급 1학급 포함), 유치원 2학급
- 2013년 3월 1일 제13대 신호성 교장 부임
- 2014년 2월 14일 제32회 졸업식(375명, 총 졸업생 수 : 10,384명)
- 2014년 3월 1일 52학급(특수학급 1학급 포함)편성
- 2015년 3월 1일 제14대 이형필 교장 부임
- 2017년 3월 1일 제15대 안일란 교장 부임
- 2020년 3월 1일 제16대 천민필 교장 부임

## 학교 상징
- 교화 - 백일홍 : 긴긴 꽃향기는 정열적이며 강직을 의미한다. 개화기가 길어서 백일홍이라고 한다. 높이는 8m 내외, 수피가 미끄러울 정도로 매끈하고 알록달록하다. 꽃은 7~9월에 피고 홍색 또는 백색이며, 꽃받침은 6개로 갈라지고 꽃잎도 6개로서 주름이 많다. 수술은 30~40개이지만 가장자리의 6개가 가장 길고 1개의 암술은 길게 밖으로 나왔다. 열매는 넓은 타원형이고 10월에 성숙하며 6실 또는 7,8실로 갈라져 있다. 개화기가 길고 꽃이 아름다워 정원수로 많이 심는다.
- 교목 - 은행나무 : 샛노란 나뭇잎은 탐구와 순결 그리고 청렴을 의미한다. 은행나뭇과의 낙엽 교목, 높이는 60미터 정도이며, 잎은 부채모양으로 한 군데가 여러 개가 난다. 암수딴그루로 5월에 꽃이 피는데, 암꽃은 녹색이고 수꽃은 연한 노란색이다. 열매는 핵과로 10월에 노랗게 익는데 은행이라고 한다. 목재는 조각, 가구 용재 따위에 쓰고, 관상용 또는 가로수로 재배한다. 동남아시아에 한 종만이 분포한다.

## 참고 자료
- 대구성동초등학교 - 한국교육학술정보원 학교알리미